# Wola Orzeszowska
Wola Orzeszowska is een dorp in de Poolse woiwodschap Mazovië. De plaats maakt deel uit van de gemeente Miedzna en telt 200 inwoners.